# Новобиківська волость
Новобиківська волость — історична адміністративно-територіальна одиниця Козелецького повіту Чернігівської губернії з центром у містечку Новий Биків.
Станом на 1885 рік складалася з 4 поселень, 9 сільських громад. Населення — 8541 особа (4122 чоловічої статі та 4419 — жіночої), 1582 дворових господарства.
|                     | Площа, десятин | У тому числі орної, дес. |
| ------------------- | -------------- | ------------------------ |
| Сільських громад    | 7516           | 6551                     |
| Приватної власності | 8522           | 4219                     |
| Іншої власності     | —              | —                        |
| Загалом             | 16038          | 10770                    |

Основні поселення волості:
- Новий Биків — колишнє власницьке містечко при озері за 60 верст від повітового міста, 1691 особа, 337 дворів, православна церква, єврейський молитовний будинок, школа, 3 постоялих двори, 8 постоялих будинків, 12 лавок, базари, 4 щорічних ярмарків.
- Білоцерківці — колишнє державне та власницьке село при озері, 1132 особи, 220 дворів, каплиця, постоялий будинок, лавка.
- Козацьке — колишнє державне та власницьке село при озері, 2410 осіб, 427 дворів, православна церква, каплиця, 2 постоялих будинки, лавка.
- Петрівка — колишнє державне та власницьке село при озері, 2190 осіб, 401 двір, православна церква, школа, 4 постоялих будинки, 2 лавки, пивоварний завод.
- Старий Биків — колишнє державне та власницьке село при озері, 1148 осіб, 197 дворів, православна церква, постоялий будинок.

1899 року у волості налічувалось 8 сільських громад, населення зросло до 11387 осіб (5875 чоловічої статі та 5512 — жіночої).